# Антиимпериалистическая лига США
Антиимпериалистическая лига США (англ. American Anti-Imperialist League) — американская политическая организация, созданная в 1898 году для борьбы против аннексии Филиппин Соединенными Штатами Америки в качестве своей островной территории. Антиимпериалисты выступали против насильственной экспансии, считая, что империализм нарушает фундаментальный принцип республиканизма, согласно которому справедливое республиканское правительство должно основываться на «согласии управляемых» (англ. «consent of the governed»). Лига утверждала, что такая деятельность потребует отказа от американских идеалов самоуправления и невмешательства, закрепленных в Декларации независимости США.
В конечном итоге Антиимпериалистическая лига проиграла в битве за общественное мнение, уступив сторонникам американской территориальной экспансии, успешно продвигавшим свои взгляды после окончания Испано-американской войны и в первые годы XX века.

## История
Американская антиимпериалистическая лига была создана 15 июня 1898 года в Новой Англии. Первым президентом антиимпериалистической лиги с 1898 года и до своей смерти в 1905 году был американский политик, сенатор Джордж Сеуолл Баутвелл. Вторым и последним президентом ассоциации с 1905 года был американский юрист Мурфилд Стори, который управлял ей вплоть до её ликвидации в 1920 году.
Многие члены Лиги были сторонниками классического либерализма и принадлежали к «бурбонным демократам» — членам Демократической партии, проповедующим свободную торговлю, золотой стандарт и ограниченное влияние государства на функционирование экономики.
Несмотря на свои яркие антивоенные заявления, Лига не стала выступать с возражениями против вступления Соединённых Штатов Америки в Первую мировую войну (лишь несколько отдельных членов организации активно ратовали за невмешательство США в войну).
Членами Американской антиимпериалистической лиги в разное время являлись: Марк Твен, Уильям Дин Хоуэллс, Генри Б. Фуллер, Томас Бейли Олдрич, Финли Питер Данн, Эндрю Карнеги, Джон Шерман, Джон Дьюи, Генри Джеймс, Джейн Адамс, Дэвид Старр Джордан.
В последние годы влияние организации существенно упало. Была распущена 27 ноября 1920 года.

## Публицистическая деятельность
Чтобы децентрализовать и преумножить свои агитационные усилия, Антиимпериалистическая лига организовала сеть филиалов в разных городах США. По её собственным подсчетам, к ноябрю 1899 года в лиге состояло более 25 тысяч участников и насчитывалась «по крайней мере сотня» филиалов. Местные организации сохраняли значительную автономию и часто имели свои собственные названия, такие как Американская лига Филадельфии и Антиимпериалистическая лига Нью-Йорка.
Одним из основных направлений деятельности Антиимпериалистической лиги было создание политических листовок и памфлетов против американского империализма. Среди них была серия «Broadsides», в которой использовались цитаты отцов-основателей США Джорджа Вашингтона, Томаса Джефферсона и Джеймса Монро, чтобы продемонстрировать фундаментальное противоречие между идеями, на которых была построена американская республика, и проектами колониальной экспансии, продвигаемыми современными политическими лидерами страны.
Антиимпериалистическая лига Нью-Йорка особенно преуспела в выпуске агитационных брошюр за счёт впечатляющего количества писателей, общественных деятелей и политиков среди своих членов.
Марк Твен, будучи, возможно, самым известным членом лиги, высказал свое мнение в эссе «Человеку, ходящему во тьме», опубликованном в журнале «Североамериканский обзор» в феврале 1901 года. Считая аннексию Филиппин большой иронией, Твен расписал моральное и культурное превосходство американцев над филиппинцами в саркастическом ключе и заявил, что подлинное богатство США заключалось не в деньгах, власти и новых территориях, а в «нечто более ценном, чем весь этот тлен» — «осознании того, что нация угнетенных, несчастных рабов стала свободной благодаря нам; наши потомки сохранили бы светлую память о благородных деяниях предков».